# Klauzula (matematyka)
Klauzula – zbiór formuł logicznych. Klauzulę nazywamy prawdziwą wtedy i tylko wtedy, gdy alternatywa jej formuł logicznych jest prawdziwa. Klauzula pusta jest zawsze fałszywa.

## Definicja formalna
Klauzulę zapisujemy jako: {\displaystyle \bigvee _{j=1}^{m}l_{j},} gdzie {\displaystyle l_{j}} są formułami logicznymi, dla {\displaystyle j=1,\dots ,m.}
W szczególnym przypadku {\displaystyle \bigvee _{j=1}^{0}\phi _{i}=\perp }
Przykład
Klauzula {p, ¬r,q} jest prawdziwa, gdy co najmniej jedna z formuł p, ¬r, q ma wartość logiczną 1.